# Karl Mauch
Pour les articles homonymes, voir Mauch.
Karl Gottlieb Mauch (né le 7 mai 1837 à Kernen im Remstal, mort le 4 avril 1875 à Stuttgart) est un géologue et explorateur allemand. Il a principalement exploré le sud de l'Afrique.

## Biographie
En 1871, c'est lui qui a découvert les ruines de ce que l'on appellera plus tard le Grand Zimbabwe, cinq ans après avoir fait la découverte des premières mines dans le Transvaal.
Il considérait que ces ruines étaient les restes de la cité biblique d'Ophir, la cité d'origine de l'or donné par la reine de Saba au roi Salomon. Mauch ne pouvait pas croire que cette réalisation ait été faite par les ancêtres des tribus locales mais des recherches archéologiques plus poussées (dont l'une des premières recherches aériennes) ont démenti le lien avec Ophir, démontrant que la construction de ce monument est d'origine africaine.
En raison du paradigme ethnocentrique populaire au XIXe siècle, Mauch et ses contemporains ont été très critiqués par les historiens et les archéologues modernes.